# Platystoma subfasciatum
Platystoma subfasciatum is een vliegensoort uit de familie van de Platystomatidae. De wetenschappelijke naam van de soort is voor het eerst geldig gepubliceerd in 1862 door Loew.